# 拉沙佩勒 (塔恩-加龙省)
拉沙佩勒（法語：Lachapelle，法語發音：[laʃapɛl]）是法国奥克西塔尼大区塔恩-加龙省的一个市镇，属于卡斯泰尔萨拉桑区。

## 地理
拉沙佩勒（43°59'7"N, 0°50'33"E）面积10.87 平方千米，位于法国奧克西塔尼大區塔恩-加龙省，该省份为法国西南部内陆省份，北起顺时针与洛特省、阿韦龙省、塔恩省、上加龙省、热尔省和洛特-加龙省接壤。
与拉沙佩勒接壤的市镇（或旧市镇、城区）包括：米拉杜、佩尔卡沃、芒松维尔、普帕、皮加亚尔德洛马涅、圣让迪布泽。

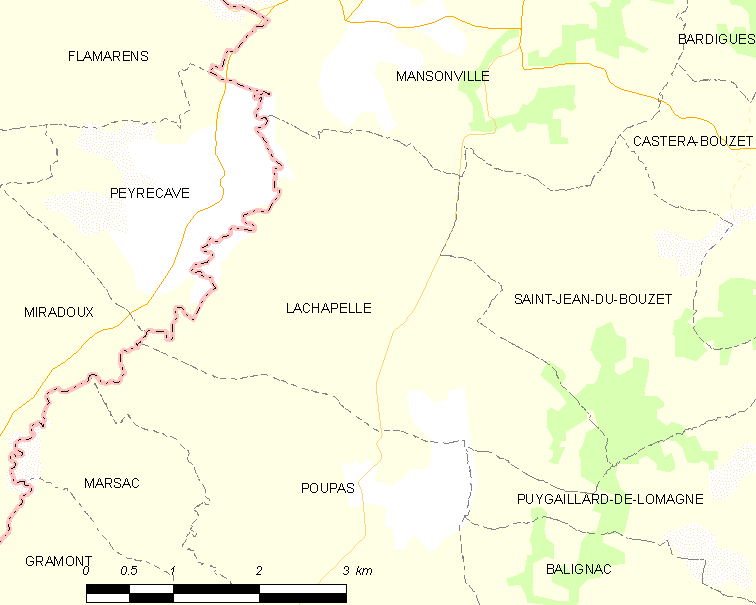
的OSM定位图

拉沙佩勒的时区为UTC+01:00、UTC+02:00（夏令时）。

## 行政
拉沙佩勒的邮政编码为82120，INSEE市镇编码为82083。

## 政治
拉沙佩勒所属的省级选区为加龙-洛马涅-布吕尤瓦县。

## 人口

1962-2008年间人口变化图示

拉沙佩勒于2022年1月1日时的人口数量为119人。